# Gayle (zangeres)
Taylor Gayle Rutherford (Dallas (Texas), 8 juli 2004) is een Amerikaans singer-songwriter. Ze werd internationaal bekend met de single "abcdefu" (2021), waarmee ze in december 2021 de eerste plek in de Billboard Alternative Streaming Songs en Alternative Digital Song Sales behaalde. Het nummer ging viral op TikTok.
Op haar 14e werd Gayle ontdekt door Kara DioGuardi. Ze kreeg een contract bij Atlantic Records.